# EN351
A EN351 é uma estrada nacional que integra a rede nacional de estradas de Portugal. Esta estrada liga a Aldeia 
de Maria Gomes - (Portela do Fojo - Machio) do município de Pampilhosa da Serra a Sobreira Formosa (IC8).
Em 26 de agosto de 2010 foi inaugurada uma variante moderna à antiga N351 entre Isna e Sobreira Formosa.